# Zahorivka, Manevîci
Zahorivka (în ucraineană Загорівка) este un sat în comuna Dovjîțea din raionul Manevîci, regiunea Volînia, Ucraina.

## Demografie
Componența lingvistică a localității Zahorivka
     Ucraineană (99,1%)
     Alte limbi (0,9%)
Conform recensământului din 2001, majoritatea populației localității Zahorivka era vorbitoare de ucraineană (99,1%), existând în minoritate și vorbitori de alte limbi.